# Hanya Holm
Hanya Holm (ursprungligen Johanna Josepha Eckert), född 3 mars 1893 i Worms i Tyskland, död 3 november 1992 i New York, var en tysk-amerikansk dansare, koreograf och danslärare. Hon var en av de stora inom fridans och modern dans och känd som en av “the Big Four founders of American modern dance”.

## Biografi
Hanya Holm studerade 1914 musik vid Dr. Hochs Konservatorium i Frankfurt am Main. Därefter studerade hon rytmikpedagogik vid Neue Schule i Hellerau nära Dresden (skolan hade grundats 1911 och tidigare letts av Émile Jaques-Dalcroze). 
Vid 28 års ålder såg hon en föreställning av Mary Wigman och bestämde sig för att satsa på en framtid som dansare. År 1921 kontaktade hon Wigman, som sedan 1920 drivit en dansskola i Dresden. Som dansare och pedagog kom Hanya Holm att bli en av hennes viktigaste medarbetare. Hon var delaktig i arbetet med två av Wigmans verk, Feier (1928) och Totenmal (1930). År 1931 reste Hanya Holm till New York och skapade där en ”Mary Wigman School”, år 1936 omskapad den till en ”Hanya-Holm-Studio”, som blev det ledande institutet för modern dance i USA.
År 1934 inbjöds hon av Martha Hill att vara en av grundarna till Bennington College tillsammans med Martha Graham, Charles Weidman och Doris Humphrey, som kom att bli de mest inflytelserika inom modern dans i USA: ”the Big Four”. The American Dance Festival skapades genom Bennington College, en möjlighet för dansare inom modern dans att utvecklas. 
År 1936 grundade Hanya Holm en egen dansgrupp, som först uppträdde i Denver och åren därefter i flera stater i USA. Hon skapade bland annat Trend (1937, Bennington College), Metropolitan Daily (1938, Bennington College) och Tragic Exodus (1939, Vivian Fine, New York), ett antal samhällskritiska verk.
År 1941 grundade hon Center of the Dance in the West i Colorado Springs, där hon fram till 1983 höll årliga sommarkurser. Efter hand blev hon allt mer intresserad av musical och inom ramen för Ballet Ballads koreograferade hon år 1948 sin första Musical-Balett för Booadway, The Eccentricities of Davey Crockett. Därefter följde koreografi för musikalen Kiss me, Kate (1948), My Darlin’ Aida (1952), My Fair Lady (1956), Where’s Charley (1957) och Camelot (1960). 
År 1961 blev hon ledare för dansavdelningen vid New Yorker Musical Theatre Academy. Hon undervisade också på Juilliard School i New York. År 1967 stängde hon sin Hanya-Holm-Studio. Till hennes mest framstående elever hör Valerie Bettis, Lillian Moore, Glen Tetley, Alwin Nikolais och Jeff Duncan.
Hon dog 99 år gammal år 1992 i New York.